# Cube (informatica)

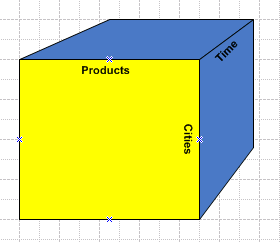
OLAP Cube

Een OLAP cube (voor online analytical processing), of gegevenskubus, is een datastructuur die snelle data-analyse mogelijk maakt. Hierbij kan men data analyseren en manipuleren vanuit verschillende perspectieven. De samenstelling van data in cubes lost een aantal beperkingen op van relationele databases.

## Achtergrond
OLAP-kubussen kunnen gezien worden als uitbreidingen van de twee-dimensionale array van een spreadsheet.
Zo zou een bedrijf sommige financiële gegevens willen analyseren per product, per tijdvak, per plaats, per soort van de inkomsten en kosten en door het vergelijken van actuele gegevens met een budget.
Deze aanvullende methoden voor het analyseren van gegevens worden dan beschouwd als dimensies. Omdat er meer dan drie dimensies in een OLAP-systeem kunnen zijn, wordt soms de term hyperkubus gebruikt.

### Functionaliteit
De OLAP-kubus bestaat uit genummerde feiten, measures genoemd, die gecategoriseerd worden door dimensies. De kubus metadata (structuur) kan gemaakt worden uit een ster-schema of sneeuwvlok-schema van tabellen in een relationele database. Measures worden afgeleid uit de records in de feitentabel en dimensies worden afgeleid uit de dimensietabellen.

### Pivot
Een financieel analist kan de gegevens op verschillende manieren willen bekijken, bijvoorbeeld: tonen van gemeentes verticaal op een pagina en de producten horizontaal op de pagina. Dit zou kunnen voor een specifieke periode, versie en soort van uitgave. Wanneer de analist de data op deze manier heeft bekeken, kan het zijn dat de analist de data op een andere manier wenst te bekijken. De kubus kan dan worden gedraaid zodat de periodes nu verticaal en het kosttype horizontaal worden weergegeven. Omdat dergelijke heroriëntatie het opnieuw samenstellen van grote hoeveelheden data inhoudt, moet deze nieuwe dataweergave efficiënt worden gegenereerd om zo geen kostbare tijd te verliezen, d.w.z. in seconden, in plaats van uren die een conventionele report-writer in beslag zou nemen.

### Hiërarchie
Elk van de elementen van een dimensie kunnen samengevat worden met behulp van een hiërarchie. De hiërarchie is een serie van parent-child relaties, waar een ouder lid de consolidatie weergeeft van haar onderliggende kinderen. Ouders kunnen verder worden samengevoegd als kinderen van een andere ouder.
Bijvoorbeeld mei 2005 kan worden samengevat in tweede kwartaal 2005, dat op zijn beurt zou worden samengevat in het jaar 2005. Ook de steden kunnen worden samengevat in regio's, landen en vervolgens mondiale regio's; producten kunnen worden samengevat in grotere categorieën, en de kostposten kunnen worden gegroepeerd in soorten uitgaven. Omgekeerd kan de analist beginnen op een zeer algemeen niveau, zoals het totale verschil tussen de werkelijke resultaten en de begroting, en drill-down in de kubus te ontdekken welke locaties, producten en de periodes het verschil produceren.